# Алатырская епархия
Ала́тырская епархия (чув. Улатăр епархийĕ) — епархия Русской православной церкви в границах города Алатырь, а также Алатырского, Батыревского, Ибресинского, Порецкого и Шемуршинского муниципальных округов Чувашии. Входит в состав Чувашской митрополии.

## История
Ввиду сложной обстановки и крупных размеров Симбирской епархии епископ Вениамин (Муратовский) просил Святейший синод учредить в Симбирской епархии викарную кафедру, что и произошло в 1912 году. Размещалась в здании Алатырского духовного училища .
После 1918 года викариатство, согласно решениям Поместного собора 1917—1918 годов, объединяло приходы Алатыря и окрестностей, а не просто было титулярной кафедрой. После 1934 года алатырские епископы больше не упоминаются, и Алатырское викариатство следует считать упразднённым.
24 декабря 2004 года Алатырская кафедра была восстановлена как викариатство Чебоксарской епархии.
4 октября 2012 года решением Священного синода Русской православной церкви была образована самостоятельная Алатырская епархия путём выделения из состава Чебоксарской епархии с включением в состав новообразованной Чувашской митрополии.

## Правящие архиереи
Алатырское викариатство Симбирской (затем Ульяновской) епархии
- 1 июля 1912 — 9 февраля 1918 — Назарий (Андреев)
- 9 февраля 1918 — 8 февраля 1920 — Тихон (Василевский)
- 26 января 1920 — 26 июня 1920 — Гурий (Степанов)
- 26 июля 1921 — сентябрь 1927 — Иоаким (Благовидов)
  - 12 января 1925 — 1926 -в/у Герман (Коккель), епископ Ибресинский
- июль 1927 — сентябрь 1927 — Аркадий (Ершов)
- 29 сентября 1927 — 29 октября 1930 — Митрофан (Гринёв)
- 1930—1933 — Иоанникий (фамилия не установлена)
- 1933—1934 — Иннокентий (Поспелов)
- 29 июня — 22 ноября 1934 — Серафим (Зборовский)

Алатырское викариатство Чебоксарской епархии
- 30 января 2005 — 10 октября 2009 — Савватий (Антонов)
- 25 декабря 2011 — 4 октября 2012 — Стефан (Гордеев)

Алатырская епархия
- 2 декабря 2012 ― 12 марта 2024 — Феодор (Белков)
- 12 марта 2024 — 16 июня 2024 ― в/у Савватий (Антонов), митрополит Чебоксарский и Чувашский
- с 16 июня 2024 ― Феодосий (Шитов)

## Благочиния
Епархия разделена на 5 церковных округов:
- Алатырское благочиние (город Алатырь),
- Батыревское благочиние (село Батырево),
- Ибресинское благочиние (посёлок городского типа Ибреси),
- Порецкое благочиние (село Порецкое),
- Шемуршинское благочиние (село Шемурша).

## Монастыри
- Свято-Троицкий монастырь в Алатыре (мужской)
- Киево-Николаевский Новодевичий монастырь в Алатыре (женский)
- Рождественское подворье в Алатыре (мужское)